# James Edward Smith

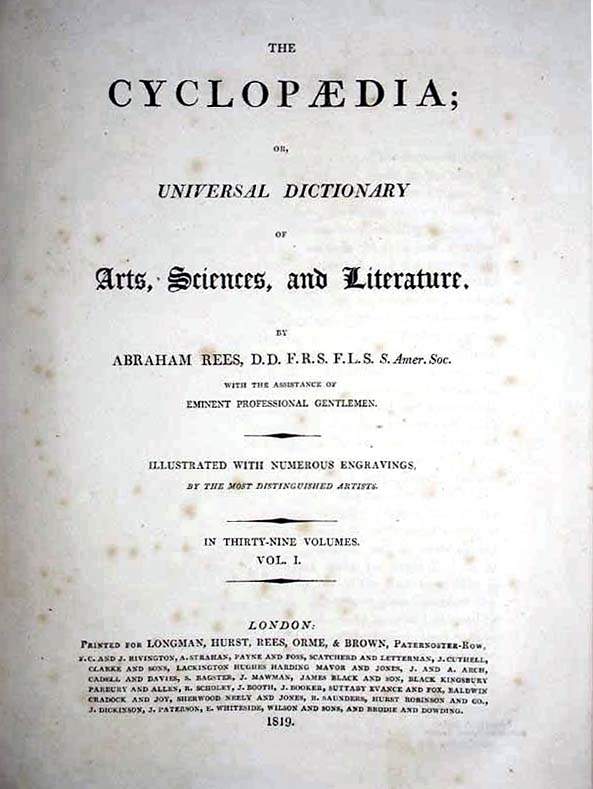
Cyclopedia de Rees (1819).

James Edward Smith (2 de diciembre de 1759 – 17 de marzo de 1828) fue un botánico, pteridólogo, zoólogo, e ilustrador inglés, fundador de la Sociedad Linneana de Londres.

## Biografía
Smith nació en Norwich en 1759, hijo de un adinerado comerciante de lana. A principios de la década de 1780 asistió a la Universidad de Edimburgo, donde estudió medicina, y química con Joseph Black y John Walker como sus profesores. Luego se mudó a Londres en 1783 para continuar sus estudios. Smith era amigo de Joseph Banks, a quien se le había ofrecido la colección entera de libros, manuscritos y especímenes del historiador natural y botánico sueco Carlos Linneo, después de la muerte de su hijo Carlos Linneo el Joven. Banks no aceptó el ofrecimiento pero Smith la compró por el precio de oferta de £1000; la colección llegó a Londres en 1784. En 1786 Smith fue elegido miembro de la Royal Society, y obtuvo el doctorado en medicina por la Universidad de Leiden.
Entre 1786 y 1788, Smith realizó el Grand Tour por los Países Bajos, Francia, Italia y Suiza, visitando a otros botánicos, galerías de arte y herbarios. Fundó la Sociedad Linneana de Londres en 1788 convirtiéndose en su primer presidente, puesto que ocupó hasta su muerte. Volvió a Norwich para vivir allí en 1796, llevando consigo la colección linneana completa. Su biblioteca y colecciones botánicas adquirieron fama en Europa y fueron visitadas por numerosos entomólogos y botánicos de todo el continente. En 1797 publicó The Natural History of the Rarer Lepidopterous Insects of Georgia, el primer libro sobre insectos de Estados Unidos; incluía ilustraciones y notas de John Abbot, y descripciones de Smith sobre nuevas especies basadas en los dibujos del primero.
Smith pasó los últimos treinta años de su vida escribiendo libros y artículos sobre botánica. Sus obras incluyen Flora Britannica y The English Flora (4 vols. 1824-1829). Contribuyó con 3.348 artículos para la Cyclopaedia de Abraham Rees entre 1808 y 1819, después de la muerte del reverendo William Word, quien había comenzado el trabajo. Al morir Smith, la colección linneana y otras de sus colecciones fueron compradas por la Sociedad Linneana por el precio de £3150.

## Obra (consagradas a la flora británica)
- English Botany: Or, Coloured Figures of British Plants, with Their Essential Characters, Synonyms, and Places of Growth, vol. 1, 66 pp. 1790

- Syllabus of a course of lectures on botany. Ed. J. Davis, 72 pp. 1795

- Flora Britannica, 1410 pp. 1801

- The English Flora, 1824-1828

### Otras publicaciones
- A Specimen of the Botany of New Holland, vol. 1, ilustró James Sowerby. Ed. ilustrada, reimpresa de Renard, 69 pp. ISBN 192073810X, ISBN 9781920738105 1793

- Con John Abbot: The Natural History of the Rarer Lepidopterous Insects of Georgia, Londres 1797

- Compendium Floræ Britannicæ, Londres 1800

- Exotic Botany: consisting of coloured figures and scientific descriptions of such new, beautiful, or rare plants as are worthy of cultivation in the gardens of Britain ... figuras de J Sowerby 2 vols. Londres 1804

- Remarks on the generic characters of the decandrous papilionaceous plants of New Holland, Londres 1804

- An Introduction to physiological and systematical Botany, 407 pp. Londres 1807

- A Botanical Sketch of the Genus Conchium. 1808

- Lachesis Lapponica, Or A Tour in Lapland, vol. 2. Con Carlos Linneo. Contribuyó Richard Taylor, White, Cochrane & Co. 306 pp.
- A Review of the modern state of Botany, with a particular reference to the natural systems of Linnæus and Jussieu. From the second volume of the supplement to the Encyclopædia Britannica, Edimburgo 1817 (?)

- Considerations respecting Cambridge, more particularly relating to its Botanical professorship, Londres 1818

- A Grammar of Botany, illustrative of artificial, as well as natural classification; with an explanation of Jussieu's system, Londres 1821

- A Selection of the Correspondence of Linnaeus and other naturalists. 2 vols. Londres 1821 vol. 1

- A Compendium of the English Flora, 219 pp. Londres 1829

- The English Flora, 5 vols. Londres 1824–36

- English Botany, or coloured figures of British Plants. ..., figuras de J. Sowerby, 2.ª ed. 12 vols. Londres 1832–1846

Completa la Flora graeca comenzada por John Sibthorp. Smith publica el primer libro dedicado a la entomología estadounidense en 1797 con el título de The Natural History of the Rarer Lepidopterous Insects of Georgia, sobre las notas e ilustraciones de John Abbot (1751-1840, o 1841).

## Honores
- 1992: simposio del cogollero del maíz dedicado a Sir James Edward Smith[2]
- La abreviatura «Sm.» se emplea para indicar a James Edward Smith como autoridad en la descripción y clasificación científica de los vegetales.[4]

## Abreviatura (zoología)
La abreviatura J. E. Smith  se emplea para indicar a James Edward Smith como autoridad en la descripción y taxonomía en zoología.